# Parafia św. Barbary w Rudzie Śląskiej Bykowinie
Parafia św. Barbary w Bykowinie – parafia w dekanacie Kochłowice w archidiecezji katowickiej. Została erygowana 24 czerwca 1984 roku. Kościół poświęcił abp Damian Zimoń w 2000 roku.

## Proboszczowie
- Henryk Stegmann – administrator (od 20 czerwca 1984), proboszcz (31 stycznia 1985 – wrzesień 1993)
- Jerzy Nowak – proboszcz (wrzesień 1993 – 2021)
- Marcin Szkatuła – administrator (od czerwca 2021)[1]